# São João (Abrantes)
São João é um bairro da cidade portuguesa de Abrantes que foi sede da Freguesia de São João do mesmo município, na província do Ribatejo, integrando atualmente a região do Oeste e Vale do Tejo e a NUT3 do Médio Tejo, freguesia que tinha 2,21 km² de área e 1 699 habitantes (2011).

## História
A Freguesia de São João foi extinta (agregada), em 2013, no âmbito de uma reforma administrativa nacional, tendo sido agregada às freguesias de S. Vicente e Alferrarede, para formar uma nova freguesia denominada União das Freguesias de Abrantes (São Vicente e São João) e Alferrarede.
Correspondia à metade sul da cidade de Abrantes. Tem apenas como vizinhas as localidades de Alferrarede a leste, do Rossio ao Sul do Tejo a sueste e de São Miguel do Rio Torto a sudoeste. É ribeirinha à margem direita do Rio Tejo ao longo dos limites com o Rossio ao Sul do Tejo e São Miguel do Rio Torto.

## População
★ Com lugares desta freguesia foi criada a freguesia de Alferrarede pelo decreto-lei nº 42.157, de 15/02/1959

 Grupos etários em 2001 e 2011			

| Nº de habitantes | Nº de habitantes | Nº de habitantes | Nº de habitantes | Nº de habitantes | Nº de habitantes | Nº de habitantes | Nº de habitantes | Nº de habitantes | Nº de habitantes | Nº de habitantes | Nº de habitantes | Nº de habitantes | Nº de habitantes | Nº de habitantes | Nº de habitantes |
| ---------------- | ---------------- | ---------------- | ---------------- | ---------------- | ---------------- | ---------------- | ---------------- | ---------------- | ---------------- | ---------------- | ---------------- | ---------------- | ---------------- | ---------------- | ---------------- |
| 1864             | 1878             | 1890             | 1900             | 1911             | 1920             | 1930             | 1940             | 1950             | 1960             | 1970             | 1981             | 1991             | 2001             | 2011             |                  |
| 1 649            | 1 586            | 1 608            | 1 501            | 1 717            | 1 683            | 2 196            | 2 218            | 2 798            | 2 560            | 2 415            | 2 475            | 2 130            | 1 850            | 1 699            |                  |
|                  | -4%              | +1%              | -7%              | +14%             | -2%              | +30%             | +1%              | +26%             | -9%              | -6%              | +2%              | -14%             | -13%             | -8%              |                  |

|     | 0-14 anos  | 15-24 anos | 25-64 anos | 65 e + anos |
| Hab | 257 \| 197 | 221 \| 164 | 928 \| 862 | 444 \| 476  |
| Var | -23%       | -26%       | -7%        | +7%         |

## Património
- Igreja de Santa Maria do Castelo (Abrantes) ou Museu D. Lopo de Almeida
- Igreja de São João Baptista (Abrantes) ou Adro de São João
- Casa na Rua Grande (Santos e Silva), 46 - Palacete Soares Mendes
- Casa na Rua de Santa Isabel, 1
- Casa na Rua Grande, 6 (Santos e Silva)
- Casa na Rua Grande, 57 (Santos e Silva)
- Casa na Rua Grande, 24 (Santos e Silva)
- Casa na Rua de Santa Isabel, 4
- Casa na Rua do Arcediago, 4
- Casa na Rua dos Oleiros do Brasil, 47
- Casa na Rua dos Oleiros do Brasil, 53
- Casa na Rua dos Oleiros do Brasil, 24
- Casa no Beco de São João, 3
- Casa na Rua de Entre Torres, 4
- Casa na Praça da República, 4
- Fortaleza de Abrantes
- Antigo Convento de São Domingos ou Biblioteca Municipal António Botto
- Casa na Rua do Arcediago, 6
- Casa na Rua Grande, 12 (Santos e Silva)
- Casa na Rua Grande, 26 (Santos e Silva)
- Casa na Rua Grande, 52 (Santos e Silva)
- Casa na Rua dos Oleiros do Brasil, 51
- Casa na Rua dos Oleiros do Brasil, 55
- Casa na Rua de Santa Isabel, 10